# Drew Brees
Andrew Christopher Brees (15 de janeiro de 1979, Dallas, Texas) é um jogador de futebol americano aposentado que atuava como quarterback na National Football League. Ele foi selecionado pelo San Diego Chargers na segunda rodada do Draft de 2001 da NFL, mas jogou boa parte da carreira no New Orleans Saints. Ele jogou college football na Universidade de Purdue.
Brees foi selecionado treze vezes para o Pro Bowl em sua carreira e acumulou vários recordes na NFL, incluindo número de jardas, touchdowns e percentual de passes completados. Ele foi eleito NFL Comeback Player of the Year em 2004, nomeado All-Pro cinco vezes e ainda foi eleito duas vezes jogador ofensivo do ano, em 2008 e 2011, além de MVP do Super Bowl XLIV, onde foi campeão. Em 2010, a Sports Illustrated o nomeou como o esportista do ano. Se aposentou em março de 2021, sendo reconhecido como um dos melhores quarterbacks da história da NFL.
Após se aposentar em 2020, ele trabalhou no ano seguinte como analista do NBC Sunday Night Football. Em 2022, retornou a Purdue como assistente técnico interino de futebol americano. É considerado por muitos analistas como um dos maiores quarterbacks da história da NFL.

## Infância
Brees nasceu em janeiro de 1979 em Dallas, no estado do Texas, filho de Eugene Wilson "Chip" Brees II e Mina Ruth, um casal de advogados. Seu avô era um veterano de guerra que lutou na Batalha de Okinawa (1945). Um artigo da Sports Illustrated diz que o seu nome é uma homenagem ao recebedor do Dallas Cowboys, Drew Pearson, mas em uma entrevista em 2014, o jogador afirmou que isso era "uma lenda". Ele tem um irmão mais novo, Reid (nascido em 1981). Seus pais se divorciaram quando ainda era pequeno. Brees afirma que sua infância foi difícil, mas ele e seu irmão construíram um laço e apoiaram um ao outro. O pai de Brees se casou novamente e teve um filha, Audrey.
Na escola, Drew Brees conseguiu 28 vitórias em 29 partidas nos dois anos em que foi quarterback da Westlake High School em Austin, Texas.

## Carreira na universidade
Brees se formou na Purdue University onde estudou Administração de empresas. Ele deixou Purdue com vários recordes pela Big Ten Conference incluindo jardas aéreas (11 792), touchdowns (90), jardas totais de ataque (12 693), passes completados (1 026) e passes tentados (1 678). Ele liderou o Purdue Boilermakers até o Rose Bowl de 2001, que foi a primeira aparição da universidade neste bowl desde 1967. Brees foi finalista do Davey O'Brien Award como melhor quarterback de 1999. Ele venceu o Maxwell Award de melhor jogador de 2000 e também recebeu um prêmio da NCAA como membro da Classe de 2001. Brees também terminou em quarto na votação para o Heisman Trophy em 1999 e em terceiro em 2000.
Em seu último ano na faculdade, Brees foi nomeado Academic All-America "Jogador do Ano", o primeiro do Purdue Boilermaker desde Bruce Brineman (1989) a receber esta honra. Brees também foi recebeu o prêmio Purdue's Leonard Wilson por sua dedicação e altruísmo.

## Carreira como profissional

### San Diego Chargers

#### Draft de 2001
O sucesso de Brees na faculdade sugeria que ele poderia ser selecionado no final da primeira rodada do Draft de 2001, mas ele foi deixado de lado devido a sua pouca estatura para um QB profissional (1,83 m), um braço muito fraco e o fato de seu aparente sucesso deveu-se a um sistema ofensivo na faculdade feito somente para ele. Por fim, Brees foi o segundo quarterback selecionado em 2001, escolhido por San Diego Chargers como primeira escolha da segunda rodada.
San Diego teria a primeira escolha no draft, mas acabou por troca-la com Atlanta (que selecionou Michael Vick) em troca da quinta escolha na primeira rodada onde eles selecionaram o RB LaDainian Tomlinson. Enquanto Brees estava em seu último ano em Purdue, ele e Tomlinson, então running back da Texas Christian University, brincaram na Cerimonia de entrega do Prêmio Heisman sobre como seria engraçado se eles jogassem no mesmo time porque estudaram em escolas próximas no Texas e até jogaram juntos no jogo das estrelas local. No Draft de 2001, eles acabaram no mesmo  time.

#### Começo da carreira
Brees estreou como profissional em 4 de novembro de 2001 em um jogo contra o Kansas City Chiefs. Ele se tornou titular em detrimento de Doug Flutie durante os treinamentos antes da temporada de 2002, mas foi substituído por Flutie durante a temporada de 2003.
A carreira de Brees com o Chargers ficou ameaçada quando o San Diego adquiriu o quarterback Philip Rivers da North Carolina State. Após a troca que levou Rivers aos Chargers, era certo que Brees seria cortado do time. Contudo Rivers teve problemas em fechar seu contrato e só apareceu no final dos treinamentos antes da temporada. Os treinadores do Chargers tiveram de dar mais uma chance para Brees e ele foi nomeado titular durante a temporada de 2004. Brees foi então selecionado para o Prow Bowl de 2005 depois de uma ótima temporada em 2004. Neste ano Brees foi nomeado NFL Comeback Player of the Year.

#### 2005
Brees se tornou um free agent e não se esperava que ele permanecesse em San Diego, que já havia gastado enormes quantias de dinheiro com Philip Rivers. O time acabou colocando uma franchise tag em Brees dando a ele um contrato de 1 ano valendo US$8 milhões de dolares para a temporada de 2005.
Sob os termos de seu franchise player contract, Brees poderia ser trocado ou até mesmo assinar com outro time, mas o Chargers exigia duas rodadas de primeiro round posteriores. Ele acabou não sendo trocado e continuou atuando como titular em 2005.
Brees continuou muito produtivo em 2005, quando ele conseguiu 3,576 jardas. Brees também teve um rating de 89.2, que foi o 10° melhor da liga.
No último ano da temporada de 2005 contra o Denver Broncos, Brees machucou o ombro após tentar recuperar o próprio fumble depois de uma pancada do safety do Broncos John Lynch. O tackle de Denver Gerard Warren acertou Brees enquanto ele estava caído o que causou a contusão. Brees passou por uma atroscopia em 5 de janeiro de 2006 para reparar os danos em seu ombro direito. Exames subsequentes relataram também danos no manguito rotador de seu ombro.
Brees foi selecionado pela primeira vez para o Pro Bowl pela AFC em 2005. Ele teria jogado seu segundo Pro Bowl consecutivo devido a contusão de Carson Palmer, mas a sua própria contusão o forçou a ficar de fora desse jogo e o QB Jake Plummer acabou indo em seu lugar.
Depois da temporada, o Chargers ofereceu um contrato para Brees de 5 anos valendo US$50 milhões de dolares e um bônus dependendo de sua performance. Brees recusou a proposta do Chargers e passou a exigir o dinheiro dado a um top 5 quarterback da franquia.

### New Orleans Saints

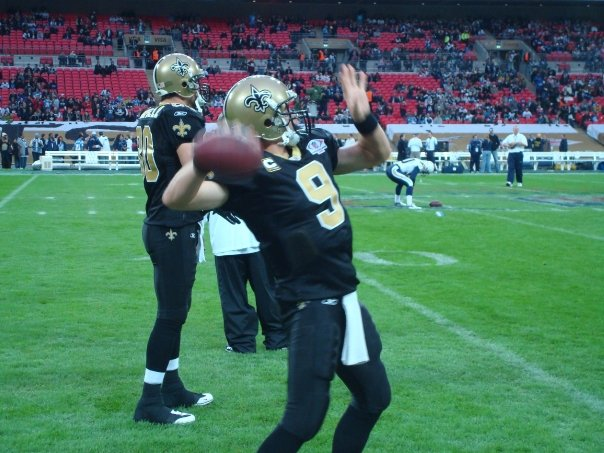
Brees no aquecimento no Wembley Stadium em um jogo contra o San Diego Chargers.

Depois que o Chargers se recusou a aumentar sua oferta, Brees visitou outros times. O New Orleans Saints e o Miami Dolphins mostraram interesse. New Orleans ofereceu uma oferta que incluia US$10 milhões garantidos no primeiro ano e uma opção de US$12 milhões para o segundo ano. Miami não tinha certeza se o ombro de Brees estava completamente curado e não fez a oferta que Brees esperava. O Dolphins terminou as negociações e pegou o QB Daunte Culpepper do Minnesota Vikings. Brees assinou então um contrato de 6 anos valendo US$60 milhões de dólares com o Saints em 14 de março de 2006.

#### 2006
Brees teve um excelente primeiro ano com o novo time. Ele liderou a liga com 4,418 jardas aéreas e foi o terceiro na liga com 26 touchdowns com apenas 11 interceptações e um rating de 96.2. Brees foi nomeado quarterback titular pela NFC no Pro Bowl de 2007. Em 5 de janeiro de 2007, Brees foi um dos citados para MVP da liga junto com Tomlinson pela Associated Press. Brees e Tomlinson também ganharam o prêmio Walter Payton Man of the Year Award.
Em 13 de janeiro de 2007, em seu primeiro jogo de playoff em New Orleans, Brees completou 20 de 32 passes e fez um touchdown contra o Philadelphia Eagles no Louisiana Superdome. Em 21 de janeiro de 2007 Brees liderou o Saints a sua primeira aparição em um NFC Championship Game. Apesar de completar 27 de 49 passes para 354 jardas e dois touchdowns contra o Chicago Bears, Brees cometeu três turnovers. Ele foi penalizado com um intentional grounding na endzone, resultando em um safety. O Saints perdeu aquele jogo por 39 a 14. Brees deslocou seu ombro esquerdo no primeiro quarto do Pro Bowl daquela temporada.

#### 2007
Na temporada de 2007, Brees passou para 4428 jardas e empatou o recorde do time com 28 touchdowns. Contudo, o Saints não chegaram aos playoffs.

#### 2008
Em 2008, Brees terminou a apenas 15 jardas do recorde da NFL em jardas aéreas estabelecido por Dan Marino em 1984. Ele terminou a temporada com 5,069 jardas e se tornou o segundo quarterback na história da NFL a ter uma temporada com mais de 5 mil jardas. Ele passou para 300 jardas dez vezes naquela temporada, empatando o recorde de Rich Gannon durante a temporada de 2002. Ele foi nomeado FedEx Air & Ground NFL Players of the Week por seu desempenho nas semanas 8 e 12 e foi nomeado pela Associated Press o Jogador Ofensivo de 2008.

#### 2009

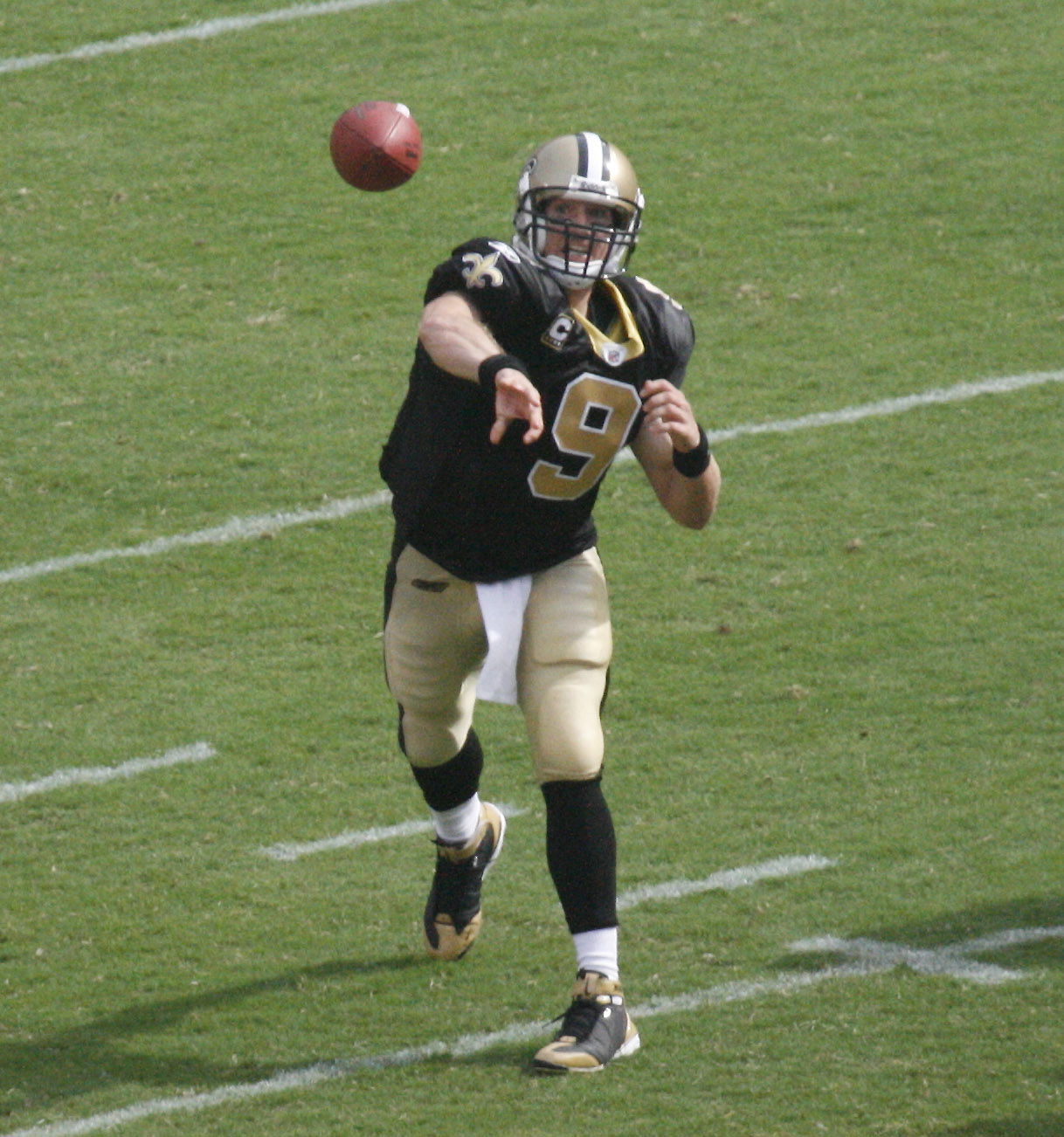
Dreew Brees jogando pelo Saints.

No primeiro jogo da temporada de 2009 contra o Detroit Lions, Drew Brees teve o melhor jogo da carreira e empatou com o recorde da franquia ao fazer 6 touchdowns, e completou 26 de 34 passes para 358 jardas com um rating de 137.0. Ele também quebrou o recorde de mais touchdowns na semana de abertura. Na semana seguinte, Brees liderou o Saints a uma vitória de 48 a 22 sobre o Philadelphia Eagles, lançando para 3 touchdowns com um rating de 118.6. Brees também empatou o recorde de mais touchdowns nas primeiras duas semanas por um quarterback com 9 TDs.
Já na semana 7, Brees liderou seu time em uma grande virada sobre o Miami Dolphins na vitória por 46 a 34. O Saints enfrentou uma desvantagem de 24 a 3 no segundo quarto, indo para o intervalo atrás do placar pela primeira vez na temporada. Brees não teve um bom dia, mas conseguiu proporcionar dois touchdowns terrestres, um deles pouco antes do segundo tempo para trazer o jogo para 24-10 e o outro no terceiro período para dar a liderança aos Saints pela primeira vez no jogo por 37-34.
Na outra semana, Brees lançou para 308 jardas e completou 25 de 33 passes e fez dois touchdowns e sofrendo apenas uma interceptação na vitória de 35 a 27 sobre o Atlanta Falcons e dando assim o melhor começo de temporada para sua franquia, 7-0. Já na semana 9, Brees liderou seu time em uma vitória por 30 a 20 sobre o Carolina Panthers no Louisiana Superdome. Esta foi a primeira vitória de Drew Brees sobre o Carolina Panthers no Superdome e permitiu aos Saints a ampliar o que já era o melhor começo de temporada do time em sua história, 8-0.
Na semana 12, Brees liderou o Saints em mais um vitória dando assim ao time uma campanha de 11-0, ao derrotar o poderoso New England Patriots por 38 a 17 em pleno Monday Night Football. Drew Brees totalizou 371 jardas e teve um rating perfeito de 158.3.
Depois de vitórias apertadas sobre o Washington Redskins e o Falcons nas semanas seguintes, Brees e o Saints sofreram sua primeira derrota na temporada para o Dallas Cowboys na Semana 15. O time continuou em declineo perdendo na Semana 16 e na 17 para o Tampa Bay Buccaneers e para o Carolina Panthers, respectivamente. O Saints terminou aquela temporada com 13 vitórias e 3 derrotas, sendo esta campanha a melhor da NFC.
Os números de Brees na temporada foram fantásticos e ele acabou sendo selecionado para o Pro Bowl, levou o Bert Bell Award e até recebeu votos para AP MVP (Melhor Jogador), para Offensive Player of the Year (Jogador Ofensivo do Ano) e deu a ele status de All-Pro. Ele terminou a temporada completando 70.62% de seus passes, um recorde da NFL.
Nos playoffs de divisão, o Saints derrotou o Arizona Cardinals para avançar para a NFC Championship game, onde eles derrotaram o Minnesota Vikings por 31 a 28. Brees completou 17 de 31 passes para 191 jardas e fez 3 touchdowns.
O Saints acabou derrotando o favorito Indianapolis Colts por 31 a 17 no Super Bowl XLIV em 7 de fevereiro de 2010. Brees empatou o recorde do Super Bowl ao completar 32 passes e foi nomeado MVP daquele jogo. Este foi o primeiro título da franquia.

#### 2010
Em 2010, a franquia tentou repetir sua melhor temporada na história que aconteceu no ano anterior, quando eles começaram vencendo os primeiros 13 jogos e terminaram com apenas três derrotas. Além disso, eles também pretendiam vencer a divisão NFC South pela terceira vez em sua história, conquistando vaga nos playoffs pelo segundo ano consecutivo pela primeira vez desde 1991 para defender seu título nacional. Os Saints se classificaram para a pós-temporada pelo wild card (repescagem) depois de uma campanha de 11 vitórias e 5 derrotas, mas foram eliminados na primeira rodada pelo Seattle Seahawks por 41 a 36. Apesar do fim de temporada decepcionante, Brees foi eleito para o Pro Bowl pela quarta vez e terminou em nono lugar na votação dos melhores do ano.

#### 2011
Em 2011, Drew Brees quebrou o recorde de 27 anos de Dan Marino de mais jardas em uma temporada (5 084). Brees também estabeleceu um novo recorde dos Saints de maior quantidade de passes para touchdown em um ano, com 46.
Na semana dois, Brees e seus companheiros derrotaram o Chicago Bears. Com esta vitória sobre os Bears, Brees conseguiu derrotar todos os times da NFL em temporada regular, com a exceção do Baltimore Ravens.[carece de fontes?]
Em 4 de dezembro, ele conseguiu 342 jardas contra o Detroit Lions. A performance de Brees deu a ele 4 031 jardas aéreas acumuladas na temporada, fazendo dele o primeiro quarterback na história da NFL a atingir a marca de 4 000 jardas na décima segunda semana de uma temporada regular e o quarto jogador de sua posição a conseguir quatro anos seguidos com 4 mil ou mais jardas aéreas e pelo menos 30 passes para TD.
Na semana 15, em uma partida contra o Minnesota Vikings, Brees lançou para 412 e 5 passes para touchdown. Com isso, ele se tornou o primeiro QB na história da liga a lançar para 5 touchdowns, mais de 400 jardas e ainda completar mais de 80% de aproveitamento nos passes.[carece de fontes?]
Na semana 16, contra o Atlanta Falcons, no estádio Mercedes-Benz Superdome, em Nova Orleães, Brees quebrou o recorde de Dan Marino de mais jardas aéreas em uma única temporada. Ele terminou o ano com 5 476 jardas.

#### 2012
Em 13 de julho, antes da temporada começar, os Saints e Drew Brees assinaram um contrato de cinco anos, valendo US$100 milhões de dólares. Neste acordo, foi acertado a maior quantidade de dinheiro garantido a ser pago para um jogador ($60 milhões). Cerca de $40 milhões seriam pagos no primeiro ano.
Na semana 5, em um jogo contra o San Diego Chargers, Brees lançou um passe de 40 jardas para TD completado para Devery Henderson, quebrando assim o recorde de Johnny Unitas de maior sequência de jogos com pelo menos um passe para touchdown (com 48).
Na semana 13, em um jogo contra o Atlanta Falcons, Brees lançou para nenhum TD e também 5 interceptações, que encerrou sua sequência de 48 jogos com pelo menos um touchdown. Na semana seguinte, ele lançou para 354 jardas, dando a ele sua sétima temporada seguida com 4 000 jardas aéreas na carreira, passando o recorde de Peyton Manning, que havia conseguido ao menos seis. Neste ano, ele também conseguiu sua quinta temporada seguida com pelo menos 30 passes para TD e 4 mil jardas, o que também é um recorde da liga.
Brees acabou indo para o Pro Bowl naquele ano, substituindo Robert Griffin III que sofreu uma contusão e não pode jogar.

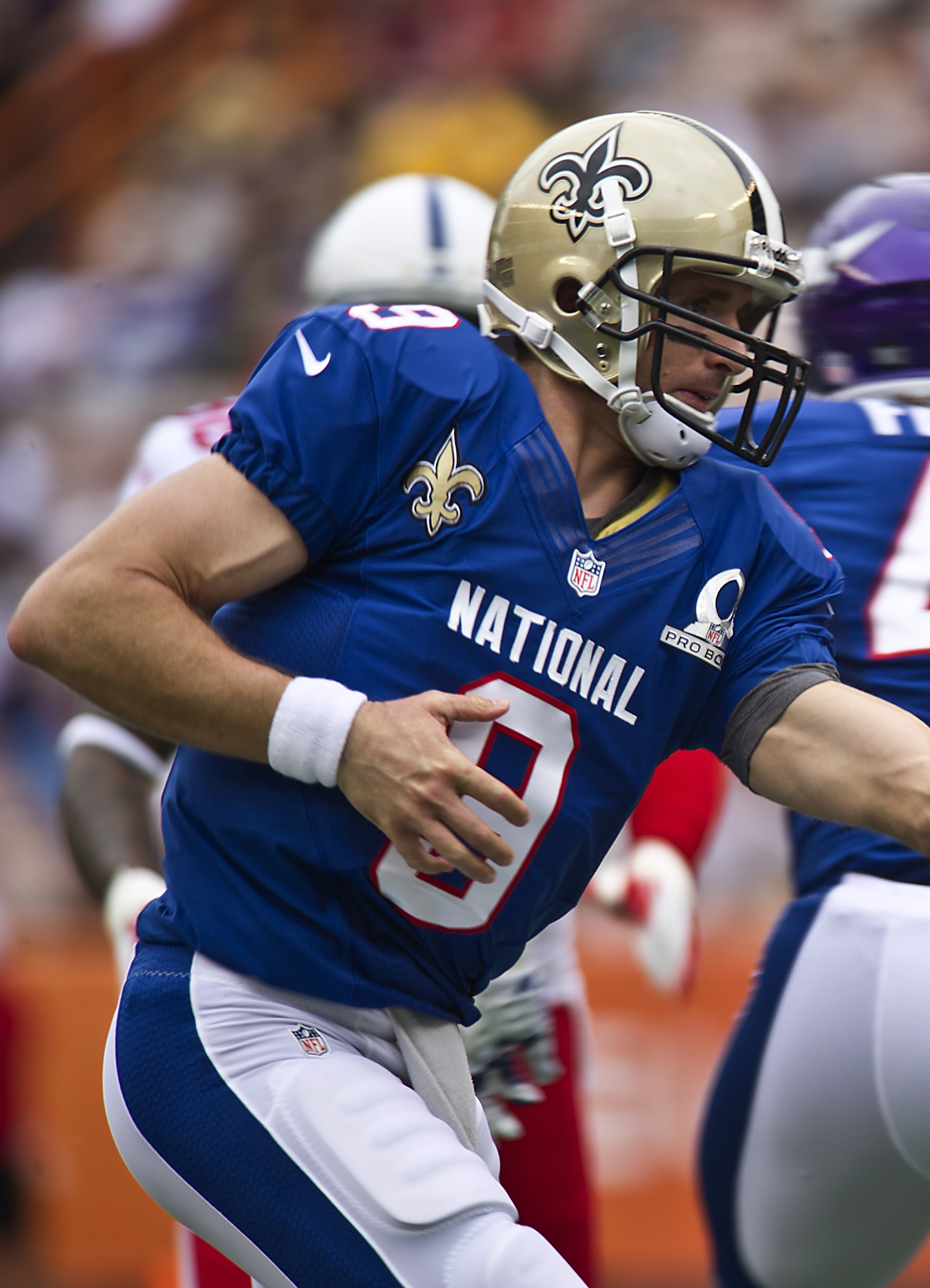
Brees em 2013 jogando o Pro Bowl.

#### 2013
A temporada de 2013 foi um ano instável para os Saints. Na semana 12, Brees passou Warren Moon para o quinto lugar na lista dos jogadores com mais jardas na carreira. Neste ano ele passou das 50 000 na sua carreira profissional. Ele atingiu esta marca em 183 jogos. Brees estendeu seu recorde da lia com seis temporadas seguidas com pelo menos 30 touchdown e 4 000 jardas lançadas (também foi o oitavo ano seguido do jogador com 4 000 jardas aéreas). New Orleans então terminou o ano com 11 vitórias e 5 derrotas, se classificando para a pós-temporada. No primeiro jogo, na repescagem, contra o Philadelphia Eagles, a equipe se saiu vitoriosa por 26 a 24. Na semana seguinte, nos playoffs de divisão, o time acabou perdendo para o Seattle Seahawks, apesar da atuação razoável de Brees.

#### 2014
A temporada de 2014 não começou bem para Brees. Contudo, apesar de ter perdido os dois primeiros jogos do ano, ele se tornou, na semana 2, o quarto jogador com mais jardas na carreira, logo atrás de John Elway. A 19 de outubro, ele conquistou outra marca importante ao ter um percentual de acerto nos passes na carreira de 66,21%, superando Chad Pennington.
Na semana 15, em uma partida contra o Chicago Bears, Brees estendeu seu recorde na NFL com sete temporadas seguidas com pelo menos 30 touchdowns e 4 000 jardas lançadas.
Ao final do ano, os Saints conseguiram apenas sete vitórias em dezesseis jogos e não se classificaram para os playoffs. Contudo, Brees terminou a temporada com bons números (4 952 jardas, 33 TDs e 17 ints, com um rating de 97,0).

#### 2015
A temporada de 2015 seria, em termos de números, mais um bom ano para Brees. Em 4 de outubro de 2015, no quarto jogo do ano, ele conectou com o recebedor C.J. Spiller em um touchdown (TD) de 80 jardas para dar a vitória para os Saints, na prorrogação, contra o Dallas Cowboys, na primeira vitória do seu time na temporada. Este foi o touchdown de número 400 de Brees, fazendo dele o quinto quarterback na história da NFL a atingir esta marca. Também, ele foi o jogador que chegou a marca de 400 TDs mais rápido, o fazendo em 205 jogos. Brees ainda completou o passe de número 5 000 na carreira em uma conexão para touchdown com o tight end Josh Hill.
Em 1 de novembro de 2015, Brees empatou o recorde da NFL de número de passes para touchdown em uma única partida, com sete, na vitória de New Orleans sobre o New York Giants por 52 a 49. Neste jogo ele também completou 39 de 50 passes para 505 jardas.
Já na semana 12, sua sequência de 45 jogos com pelo menos um passe para touchdown foi interrompida na derrota de 24 a 6 para o Houston Texans. Duas semanas depois ele passou a marca de Dan Marino como quarto jogador com mais passes para TD na carreira. Três semanas depois ele também se tornou o quarto quarterback a atingir a marca de 60 000 jardas na carreira — em 215 jogos, se tornando o mais rápido neste quesito. Em 2015 ele também chegou a décima temporada seguida com 4 000 jarda acumuladas. Esta temporada também foi a oitava seguida em que ele anotou pelo menos 30 passes para touchdown, além de fazer seu 95º jogo com 300 jardas (um recorde até então).
Na semana 17, em uma vitória contra Atlanta, Brees conseguiu terminar a temporada com quatro jogos seguidos anotando 300 jardas, sendo o 96º sexta partida em que ele atinge esta marca. No final do ano, ele tinha 4 870 jardas aéreas acumuladas, liderando a NFL neste quesito pelo sexto ano seguido.

#### 2016
No primeiro jogo da temporada, Brees lançou para um touchdown de 98 jardas para Brandin Cooks, o lançamento mais longo da sua carreira até então, na derrota para o Oakland Raiders por 35 a 34, mesmo com ele lançando para 423 jardas e 4 TDs. Na semana seguinte, ele passou Dan Marino em termos de jardas lançadas na carreira, durante uma derrota para o New York Giants.
Em 16 de outubro, na semana 6, Brees lançou para 465 jardas e quatro touchdowns na vitória sobre o Carolina Panthers. Com esta performance, Drew Brees estabeleceu um novo recorde da NFL com seu décimo-quinto jogo na carreira com pelo menos 400 jardas, passando Peyton Manning. Nesta partida ele também passou por outra marca, se tornando o sexto jogador a passar das 50 000 jardas aéreas lançadas na carreira por um único time. Os outros cinco jogadores são Peyton Manning (Colts), Brett Favre (Packers), Dan Marino (Dolphins), Tom Brady (Patriots) e John Elway (Broncos).
Na semana 7, Drew Brees se tornou o primeiro jogador na história da NFL a ter pelo menos 100 com 300 ou mais jardas na carreira. Na semana 16, Brees e Aaron Rodgers empataram o recorde da NFL com mais temporadas com pelo menos 35 touchdowns, sendo quatro — um recorde compartilhado com Peyton Manning e Tom Brady.
Brees terminou a temporada de 2016 liderando a liga com 5 208 jardas, a quarta vez na carreira que ele terminava um ano com mais de 5 000 jardas aéreas. Ele também completou 471 passes, quebrando o recorde da NFL de 468 em 2011 (estabelecido por ele mesmo), e ainda teve 673 passes tentados, a melhor marca da carreira. Brees também anotou 37 touchdowns aéreos, a quarta melhor marca de sua carreira. Ele ainda terminou a temporada completando 70% dos passes, sendo a terceira vez que ele completou um ano com 70% dos passes completados. Apesar dos bons números, ele não conseguiu impedir a campanha ruim dos Saints, que terminou a temporada com 7 vitórias e 9 derrotas e ficaram de fora dos playoffs (pelo terceiro ano seguido). Brees foi eleito pelos seus pares para a lista dos Top 100 jogadores de 2017 da NFL.

#### 2017
A temporada de 2017 começou ruim para Brees e os Saints, com derrotas para o Minnesota Vikings e o New England Patriots, embora o quarterback tivesse tido boas performances. Após alguns jogos com atuações abaixo da média, Brees, na semana 13, passou Peyton Manning no segundo lugar da lista de jogadores com mais passes completados na carreira. Em 19 de dezembro de 2017, ele foi nomeado para o seu décimo-primeiro Pro Bowl. Na semana 16, contra os Falcons, Drew Brees se tornou o terceiro jogador a ter 70 000 jardas aéreas acumuladas na carreira, chegando a este número em 248 jogos (o atleta mais rápido a atingir este número), além de ter sua décima-segunda temporada regular seguida com pelo menos 4 000 jardas. Brees terminou a temporada de 2017 completando 72% dos seus passes - o melhor percentual da história da NFL. Também lançou para 23 touchdowns e 8 interceptações.

#### 2018

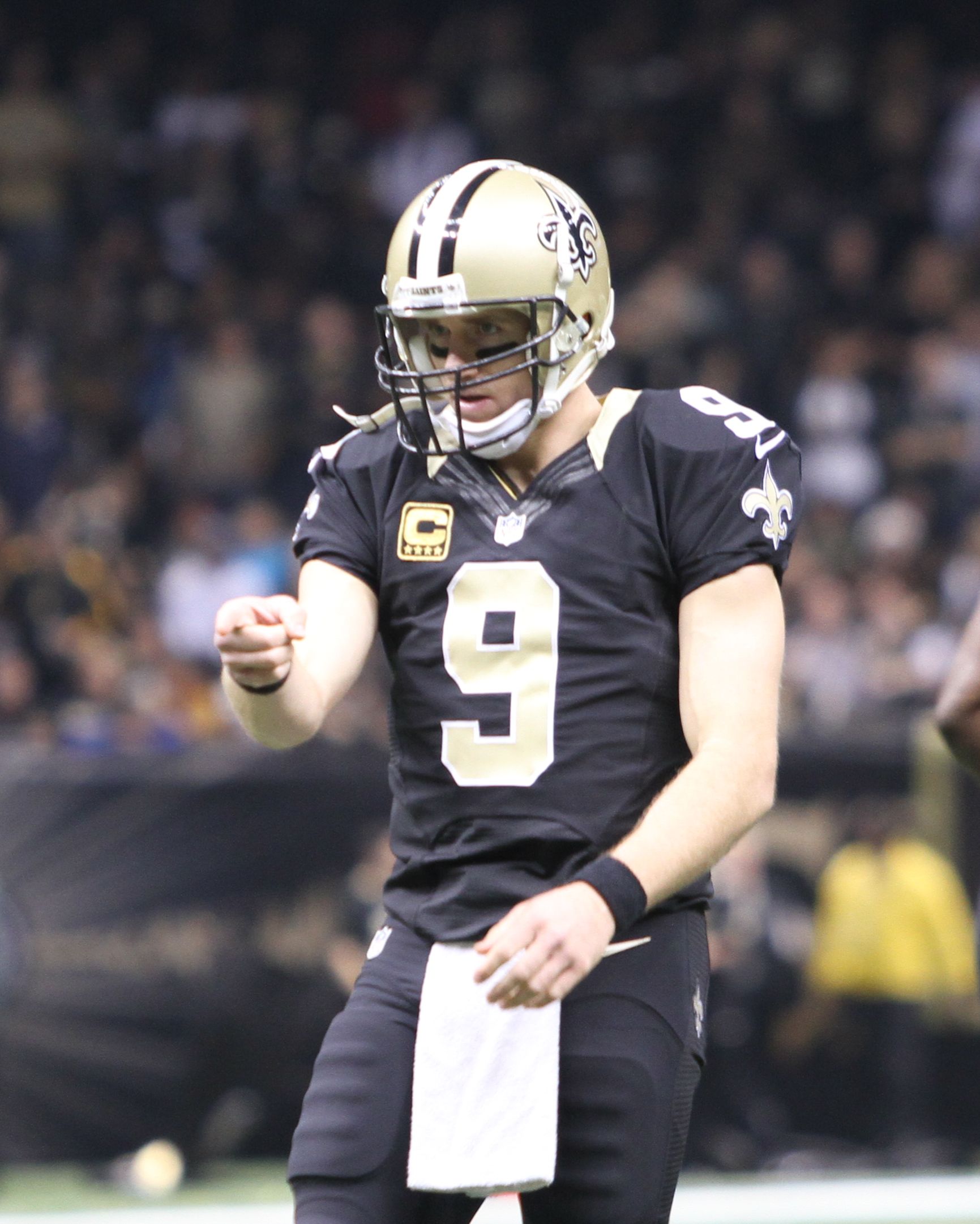
Brees em 2015.

Em 13 de março de 2018, Brees renovou seu contrato com os Saints por mais dois anos, valendo US$ 50 milhões de dóares.
Brees acabou tendo um dos melhores anos da carreira na temporada de 2018. Na semana 5, no Monday Night Football contra o Washington Redskins, ele passou Peyton Manning como o quarterback com a maior quantidade de jardas lançadas na carreira Acabou nomeado para o seu décimo-segundo Pro Bowl, sendo o terceiro seguido.
Na semana 7, Brees derrotou pela primeira vez na carreira o Baltimore Ravens, por 24 a 23, fazendo dele o terceiro quarterback na história da NFL a vencer todos os 32 times da liga, se juntando a Peyton Manning e Brett Favre. Ele acabou nomeado como o Jogador do Mês pela NFC por suas performances em novembro.
Brees terminou o ano completando 364 passes de 489 tentados, acumulando 3 992 jardas, 32 touchdowns e apenas 5 interceptações em quinze jogos (ele foi poupado na última semana, já que a equipe já estava classificada para os playoffs por antecipação). Ele estabeleceu um novo recorde (que era dele mesmo) de percentual de passes completados numa temporada (74,4%), e teve o melhor rating da liga, com 115,7. Contudo, ao somar apenas 3 992 jardas, ele interrompeu o recorde dele na NFL com 12 temporadas seguidas com 4 000 jardas.
Os Saints começaram sua pós-temporada com uma partida, nos playoffs de divisão, contra o Philadelphia Eagles. O time começou mal, perdendo por 14 a 0, mas Brees liderou a equipe com 20 pontos seguidos para garantir a vitória. Ele terminou o jogo completando 28 de 38 passes para 301 jardas, 2 touchdowns e uma interceptação. Na semana seguinte, no NFC Championship Game (primeira vez que os Saints se classificaram para uma final de conferência desde 2009), Brees passou para 249 jardas, dois touchdowns e uma interceptação na derrota dos Saints por 26 a 23, na prorrogação, contra o Los Angeles Rams. O jogo foi controverso, com os árbitros não marcando algumas faltas em favor dos Saints.

#### 2019
No primeiro jogo da temporada, no Monday Night Football contra o Houston Texans, Brees lançou para 370 jardas, dois touchdowns e uma interceptação na vitória por 30 a 28. Na semana 2, num jogo contra o Los Angeles Rams, ele completou 3 de 5 passes para 38 jardas e uma interceptação antes de machucar sua mão direita que o forçou a abandonar a partida mais cedo. No dia seguinte, uma ressonância magnética revelou que Brees teve um ligamento rasgado no polegar da mão direita, que precisou de cirurgia e o faria perder de seis a oito semanas. Drew Brees retornou na semana 8 contra o Arizona Cardinals, lançando para 373 jardas, três touchdowns e uma interceptação na vitória dos Saints por 31 a 9. Na semana 11, contra o Tampa Bay Buccaneers, ele conseguiu 228 jardas e três touchdowns na vitória por 34 a 17.
Na semana 14, contra o San Francisco 49ers, Brees lançou completou 29 de 40 passes para 349 jardas, seis touchdowns (um terrestre) e nenhuma interceptação na derrota dos Saints por 48 a 46. Na semana seguinte, contra o Indianapolis Colts, no Monday Night Football, Brees quebro o recorde de Peyton Manning de mais passes para touchdowns lançados na carreira, com 540 no total. Ele também quebrou outro recorde da NFL ao completar 29 passes de 30 (96,7% de percentual de acerto), superando a marca de Philip Rivers que conseguiu 28 de 29 (ou 96,6%) em 2018. Nesse jogo, Brees lançou para 304 jardas e quatro touchdowns na vitória por 34 a 7. Uma semana depois, contra o Tennessee Titans, Drew Brees lançou para 279 jardas e três TDs na vitória por 38 a 28. Neste jogo, Brees ajudou o recebedor Michael Thomas a quebrar o recorde de recepções de Marvin Harrison ao receber 144 passes no decorrer da temporada. Na semana 17, contra o Carolina Panthers, Brees lançou para 253 jardas e três touchdowns na vitória por 42 a 10. Na temporada de 2019, Brees participou de onze jogos (o menor número de partidas que participou desde 2003) e terminou com 2 979 jardas aéreas, 27 touchdowns e apenas quatro interceptações. Ele completou ainda 74,3% dos seus passes, a segunda melhor marca na história da NFL (a melhor foi do próprio Brees, no ano anterior).
Nos playoffs de repescagem da NFC, contra o Minnesota Vikings, Brees lançou para 208 jardas, um touchdown e uma interceptação na derrota por 26 a 20 na prorrogação.

#### 2020
Em 17 de março de 2020, Brees renovou seu contrato com os Saints por mais dois anos valendo US$ 50 milhões de dólares.

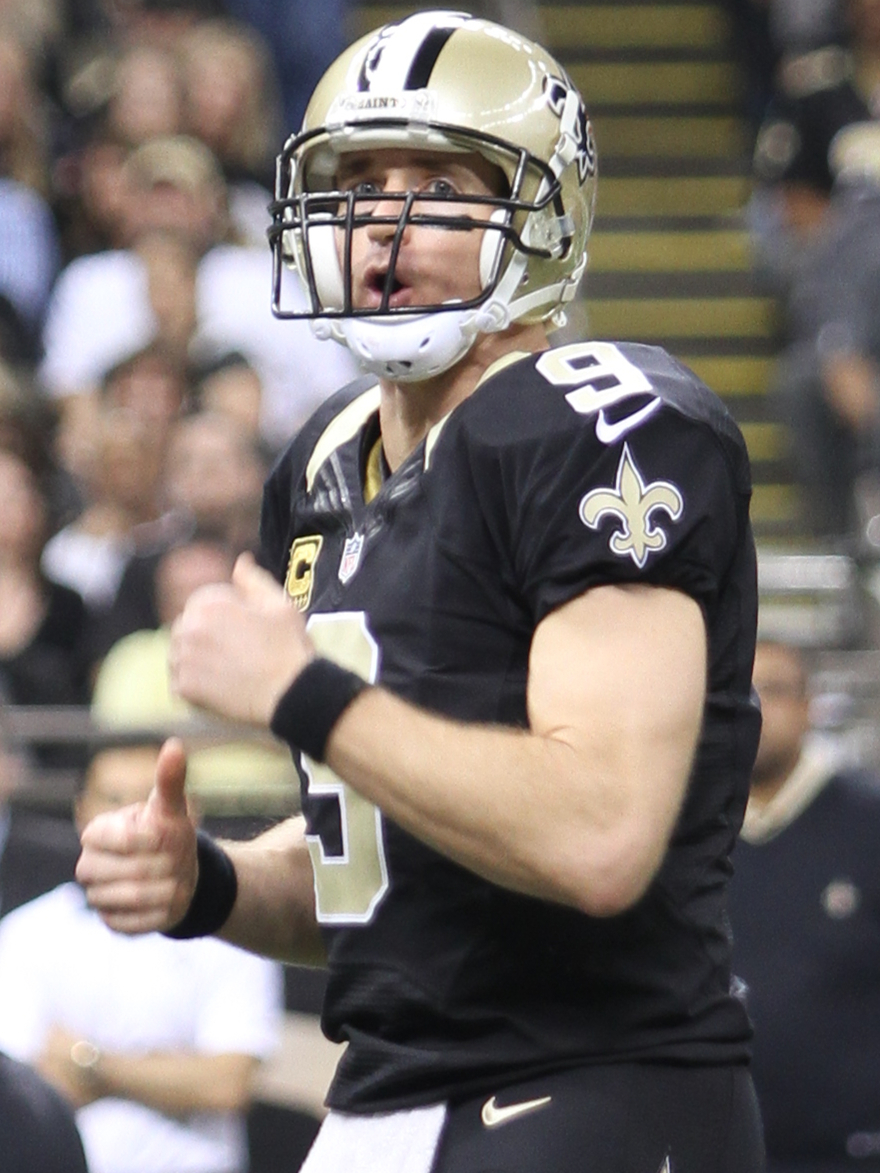
Brees jogando com os Saints.

Os Saints abriram a temporada regular contra o Tampa Bay Buccaneers e seu novo quarterback Tom Brady, Brees completou 18 de 30 passes para 160 jardas e 2 touchdowns, quebrando o recorde de Brett Favre de mais passes tentados na carreira, na vitória do seu time por 34 a 23. Na semana 2, contra o Las Vegas Raiders no Monday Night Football, Brees lançou para 312 jardas, um touchdown e uma interceptação na derrota dos Saints para 34 a 24. Na semana 3, contra o Green Bay Packers, no Sunday Night Football, Brees lançou para mais 288 jardas e anotou três touchdowns em mais uma derrota. Duas semanas depois, novamente no Monday Night Football, contra o Los Angeles Chargers, Drew Brees lançou para 325 jardas, um touchdown e uma interceptação na vitória apertada por 30 a 27. Na semana 9, de novo contra o Tampa Bay Buccaneers, no Sunday Night Football, foram mais 222 jardas e quatro touchdowns numa vitória expressiva por 38 a 3.
Em 15 de novembro de 2020, na semana 10, Brees deixou o jogo contra o San Francisco 49ers após o primeiro quarto com uma contusão na costela. Brees havia completado apenas 8 de 13 passes para 76 jardas e um touchdown antes de se machucar. No dia seguinte, foi revelado que Brees havia sofrido várias costelas quebradas e um pulmão colapsado por causa dos golpes que recebeu durante o jogo. Em 20 de novembro de 2020, Brees foi colocado na reserva de machucado, que o deixou de fora pelos próximos três jogos. Após perder quatro partidas por contusão, Brees voltou como titular em 19 de dezembro de 2020, na semana 15, contra o Kansas City Chiefs, e lançou para 234 jardas, três touchdowns e uma interceptação. Em 25 de dezembro, contra o Minnesota Vikings, Brees se tornou o primeiro quarterback na história da NFL a lançar para 80 000 jardas na carreira. Os Saints ainda, naquele dia, garantiram o título da NFC South e uma vaga nos playoffs. No final de 2020, Brees, que perdeu quatro jogos devido a contusão, lançou para 2 942 jardas, 24 touchdowns e 6 interceptações.
Na rodada de Wild Card, contra o Chicago Bears, Brees lançou para 265 jardas e dois touchdowns na vitória por 21 a 9. Na semana seguinte, na rodada de divisão, contra o Tampa Bay Buccaneers, Brees lançou para apenas 134 jardas e um touchdown, com ainda mais três interceptações na derrota por 30 a 20.
Em 6 de fevereiro de 2021, os Saints renegociaram o contrato de Brees, abrindo mais espaço no teto salarial do time.

### Aposentadoria
Ao final da temporada de 2020, rumores surgiram que Brees poderia se aposentar, com o jogador deixando essa possibilidade em aberto. Seus números e estatísticas ainda eram consistentes, mas os fracassos em pós-temporada vinham se acumulando desde a vitória no Super Bowl XLIV em 2010. Ainda assim, ele era visto como um dos quarterbacks de elite da NFL. Porém, em 14 de março de 2021, nas suas redes sociais, Drew Brees anunciou que estava se aposentando do futebol americano depois de vinte anos (dezesseis com os Saints e quatro com os Chargers).

## Números da carreira

Brees jogando com a camisa dos Saints em 2015.

### Estatísticas
| Legenda | Legenda                    |
| ------- | -------------------------- |
|         | Liderou a liga             |
|         | Recorde da NFL             |
|         | Venceu o Super Bowl        |
|         | AP Jogador Ofensivo do Ano |
| Negrito | Melhor marca da carreira   |

| Ano      | Time     | Jogos | Passando | Passando | Passando | Passando | Passando | Passando | Passando | Passando | Passando        | Passando | Correndo | Correndo | Correndo | Correndo | Sacks | Sacks  | Fumbles | Fumbles  |
| Ano      | Time     | Disp  | Comp     | Tentados | Jardas   | Pct      | Média    | TD       | Int      | Lng      | Jardas por jogo | Rating   | Ten      | Jardas   | Média    | TD       | Sck   | Jardas | Fum     | Perdidos |
| -------- | -------- | ----- | -------- | -------- | -------- | -------- | -------- | -------- | -------- | -------- | --------------- | -------- | -------- | -------- | -------- | -------- | ----- | ------ | ------- | -------- |
| 2001     | SD       | 1     | 15       | 27       | 221      | 55,6%    | 8,2      | 1        | 0        | 40       | 221,0           | 94,8     | 2        | 18       | 9,0      | 0        | 2     | 12     | 2       | 0        |
| 2002     | SD       | 16    | 320      | 526      | 3 284    | 60,8%    | 6,2      | 17       | 16       | 52       | 205,3           | 76,9     | 38       | 130      | 3,4      | 1        | 24    | 180    | 2       | 0        |
| 2003     | SD       | 11    | 205      | 356      | 2 108    | 57,6%    | 5,9      | 11       | 15       | 68       | 191,6           | 67,5     | 21       | 84       | 4,0      | 0        | 21    | 178    | 5       | 3        |
| 2004     | SD       | 15    | 262      | 400      | 3 159    | 65,5%    | 7,9      | 27       | 7        | 79       | 210,6           | 104,8    | 35       | 85       | 1,6      | 2        | 18    | 131    | 7       | 2        |
| 2005     | SD       | 16    | 323      | 500      | 3 576    | 64,6%    | 7,2      | 24       | 15       | 54       | 223,5           | 89,2     | 21       | 49       | 2,3      | 1        | 27    | 223    | 8       | 5        |
| 2006     | NO       | 16    | 356      | 554      | 4 418    | 64,3%    | 8,0      | 26       | 11       | 86       | 276,1           | 96,2     | 42       | 32       | 0,8      | 0        | 18    | 105    | 8       | 3        |
| 2007     | NO       | 16    | 440      | 652      | 4 423    | 67,5%    | 6,8      | 28       | 18       | 58       | 276,4           | 89,4     | 23       | 52       | 2,3      | 1        | 16    | 109    | 9       | 4        |
| 2008     | NO       | 16    | 413      | 635      | 5 069    | 65%      | 8,0      | 34       | 17       | 84       | 316,8           | 96,2     | 23       | −1       | 0,0      | 0        | 13    | 92     | 6       | 1        |
| 2009     | NO       | 15    | 363      | 514      | 4 388    | 70,6%    | 8,5      | 34       | 11       | 75       | 292,5           | 109,6    | 22       | 33       | 1,5      | 2        | 20    | 135    | 10      | 6        |
| 2010     | NO       | 16    | 448      | 658      | 4 620    | 68,1%    | 7,0      | 33       | 22       | 80       | 288,8           | 90,9     | 18       | −3       | −0,2     | 0        | 25    | 185    | 9       | 2        |
| 2011     | NO       | 16    | 468      | 657      | 5 476    | 71,2%    | 8,3      | 46       | 14       | 79       | 342,3           | 110,6    | 21       | 86       | 4,1      | 1        | 24    | 158    | 1       | 1        |
| 2012     | NO       | 16    | 422      | 670      | 5 177    | 63%      | 7,7      | 43       | 19       | 80       | 323,6           | 96,3     | 15       | 5        | 0,3      | 1        | 26    | 190    | 5       | 1        |
| 2013     | NO       | 16    | 446      | 650      | 5 162    | 68,6%    | 7,9      | 39       | 12       | 76       | 322,6           | 104,7    | 35       | 52       | 1,5      | 3        | 37    | 244    | 6       | 2        |
| 2014     | NO       | 16    | 456      | 659      | 4 952    | 69,2%    | 7,5      | 33       | 17       | 69       | 309,5           | 97,0     | 27       | 68       | 2,5      | 1        | 29    | 186    | 7       | 3        |
| 2015     | NO       | 15    | 428      | 627      | 4 870    | 68,3%    | 7,8      | 32       | 11       | 80       | 324,7           | 101,0    | 24       | 14       | 0,6      | 1        | 31    | 235    | 5       | 2        |
| 2016     | NO       | 16    | 471      | 673      | 5 208    | 70%      | 7,7      | 37       | 15       | 98       | 325,5           | 101,7    | 23       | 20       | 0,9      | 2        | 27    | 184    | 5       | 4        |
| 2017     | NO       | 16    | 386      | 536      | 4 334    | 72%      | 8,1      | 23       | 8        | 54       | 270,9           | 103,9    | 33       | 12       | 0,4      | 2        | 20    | 145    | 5       | 0        |
| 2018     | NO       | 15    | 364      | 489      | 3 992    | 74,4%    | 8,2      | 32       | 5        | 72       | 266,1           | 115,7    | 31       | 22       | 0,7      | 4        | 17    | 121    | 5       | 1        |
| 2019     | NO       | 11    | 281      | 378      | 2 979    | 74,3%    | 7,9      | 27       | 4        | 61       | 270,8           | 116,3    | 9        | −4       | −0,4     | 1        | 12    | 89     | 0       | 0        |
| 2020     | NO       | 12    | 275      | 390      | 2 942    | 70,5%    | 7,5      | 24       | 6        | 52       | 245,2           | 106,4    | 18       | −2       | −0,1     | 2        | 13    | 89     | 6       | 2        |
| Carreira | Carreira | 287   | 7 142    | 10 551   | 80 358   | 67,7%    | 7,6      | 571      | 243      | 98       | 280,0           | 98,7     | 498      | 752      | 1,5      | 25       | 420   | 2 991  | 111     | 42       |

## Recordes
- Marcas no momento de sua aposentadoria:

### Recordes pelo San Diego Chargers
- Melhor percentual de acerto nos passes, temporada (Mínimo de 14 passes tentados/jogo) - 65.5% (2004) [95]
- Melhor percentual de acerto nos passes, jogo (Mínimo de 20 passes tentados) - 88.0% vs. Oakland, 31 de outubro de 2004[95]
- Melhor percentual de acerto nos passes, jogo de playoff (Mínimo de 10 passes tentados) - 73.8% vs. NY Jets, 8 de janeiro de 2005[95]
- Maior sequência de passes tentados sem sofrer interceptação - 194 (17 de outubro até 5 de dezembro de 2004)[96]

### Recordes pelo New Orleans Saints

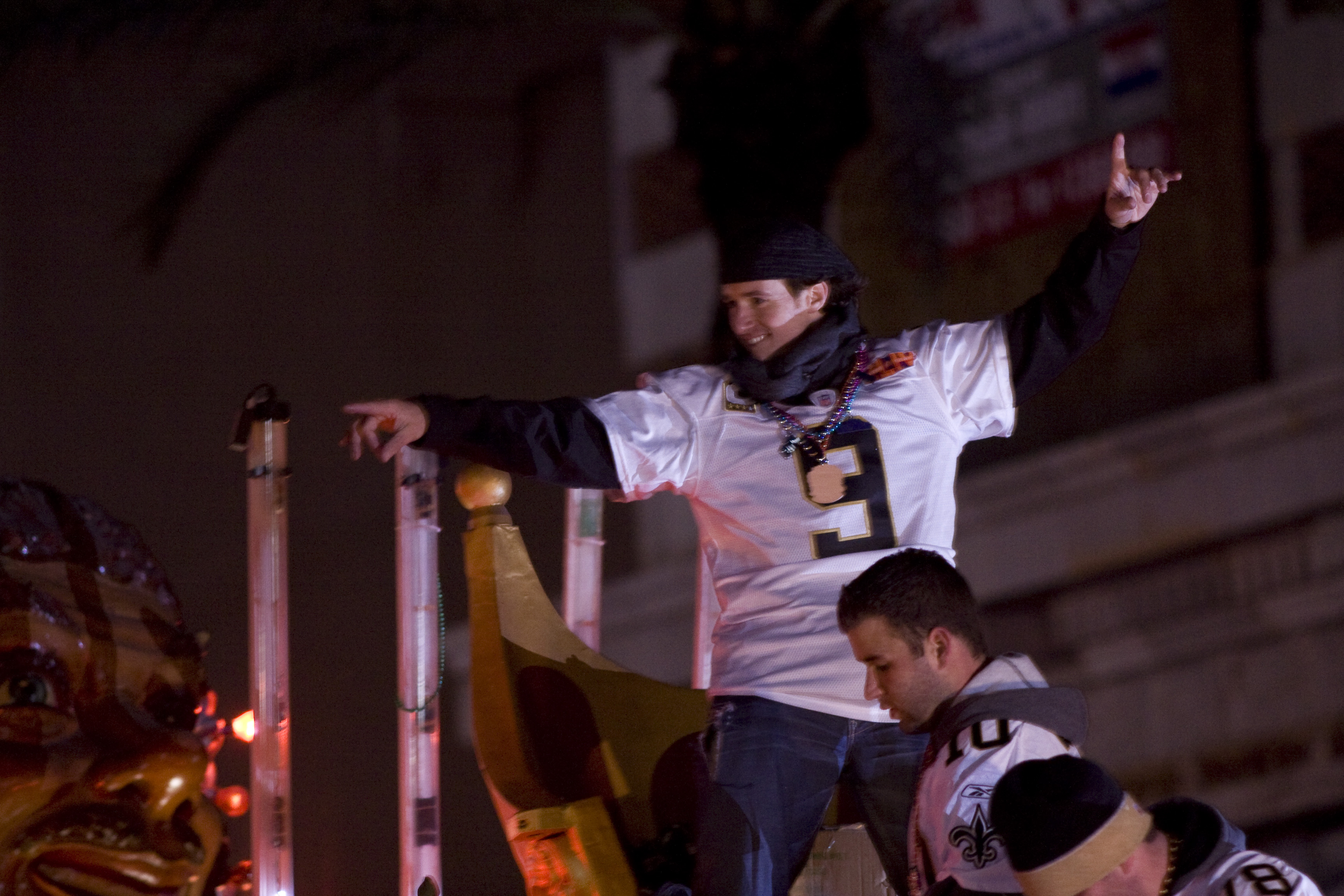
Drew Brees comemorando o título do Super Bowl numa passeata pela cidade de Nova Orleães.

- Maior quantidade de jardas aéreas lançadas numa temporada – 5 476 jardas (2011)
- Maior sequência de jogos com pelo menos 1 passe para touchdown – 54 (2009-2012)
- Melhor percentual de acerto nos passes, Carreira (Mínimo de 500 tentativas) – 65,7% [97]
- Melhor percentual de acerto nos passes, temporada (Mínimo de 14 tentativas/jogo) – 71,23% (2011) [97]
- Melhor média de jardas por jogo, carreira (Mínimo de 500 tentativas) – 7,56[97]
- Melhor média de jardas por jogo, temporada (Mínimo de 14 tentativa/jogo) – 8,5 (2009) [97]
- Melhor Rating, carreira (Mínimo de 500 tentativa) – 93.8[97]
- Melhor Rating, temporada (Mínimo de 14 tentativa/jogo) – 110.6 (2011) [97]
- Maior quantidade de passes completados, temporada – 468 (2011) [97]
- Maior quantidade de passes completados, jogo – 39 vs. Denver, 21 de setembro de 2008[98]
- Maior sequência de passes completados num jogo – 19 (27 de dezembro de 2009) [99]
- Maior quantidade de passes tentados, temporada – 658 (2010) [97]
- Maior quantidade de passes tentados, jogo – 60 (empatado com Aaron Brooks) [99]
- Maior quantidade de jardas lançadas, jogo – 510 vs. Cincinnati, 19 de novembro de 2006[99]
- Maior quantidade de temporadas com 4 000 ou mais jardas – 8[97]
- Maior sequência de temporadas com 4 000 ou mais jardas – 8 (2006–13) [97]
- Maior quantidade de jogos com 300 ou mais jardas aéreas, temporada – 13 (2011) [100]
- Maior sequência de jogos com 300 ou mais jardas aéreas – 7 (2011) [100]
- Maior quantidade de passes para touchdown, temporada – 46 (2011) [97]
- Maior quantidade de passes para touchdown, jogo – 6 (13 de setembro de 2009) (empatado com Billy Kilmer)
- Maior quantidade de passes para touchdown no jogo de abertura, 6 (2009)
- Maior quantidade de passes para touchdown, carreira – 201

### Recordes na National Football League
- Maior quantidade de jardas lançadas na carreira:  80 358 (até 2020)[101]
- Maior quantidade de touchdowns lançados na carreira: 571 (superado por Tom Brady)
- Maior quantidade de passes completados na carreira: 7 142
- Jogador mais rápido a alcançar a marca de 50 000 jardas lançadas na carreira[102]
- Jogador mais rápido a alcançar a marca de 60 000 jardas lançadas na carreira[103]
- Jogador mais rápido a alcançar a marca de 70 000 jardas lançadas na carreira
- Primeiro jogador a chegar a marca de 80 000 jardas na carreira
- Maior percentual de acerto de passes em um jogo - 96,67% (16 de dezembro de 2019)
- Segunda maior quantidade de jardas aéreas lançadas em uma única temporada - 5 476 jardas (temporada de 2011)
- Mais passes completados em uma única temporada - 471 (temporada de 2016)
- Maior quantidade de jogos com mais de 300 ou mais jardas numa temporada - 13 (temporada de 2011)
- Maior sequência de jogos com 300 ou mais jardas - 7 (temporada de 2011) (Semanas 10, 12, 13, 14, 15, 16, 17; temporada de 2011)
- Maior sequência de jogos com 350 ou mais jardas - 4 (Semanas 3, 4, 5, 6; temporada de 2011)
- Melhor percentual de acerto, Temporada – 71,2% (temporada de 2011)
- Menor percentual de interceptações na pós-temorada, carreira - 0.70%
- Maior número de passes completados em um jogo de Super Bowl (empatado) - 32 (Super Bowl XLIV)
- Maior sequência de temporadas com 4 000 ou mais jardas – 9 (2006-presente)
- Maior sequência de temporadas com 4 000 ou mais jardas e 30 ou mais touchdowns - 7, (2008-2016)
- Maior quantidade de jogos com 20 ou mais passes completados, temporada - 16 (2010, 2011)
- Maior quantidade de passes completados por jogo, carreira - 23,4 comp/jogos
- Maior sequência de temporadas com 350 ou mais passes completados, carreira - 6 (2006-2011)
- Maior quantidade de temporadas com 400 ou mais passes completados, carreira - 4 (2007, 2008, 2010, 2011)
- Maior quantidade de passes tentados por jogo, carreira - 35,5 ten/jogo
- Maior quantidade de passes completados num jogo de playoff - 39 (contra Seattle, 8 de janeiro de 2011)[104]
- Maior quantidade de passes tentados em um jogo de plaoff sem sofrer uma interceptação - 60 (contra Seattle, 8 de janeiro de 2011)[104]
- Maior sequência de jogos com pelo menos 20 passes completados - 36
- Maior número de temporadas com 5 000 ou mais jardas aéreas - 4 (2008, 2011, 2012 e 2013)
- Recorde da NFL de maior sequência de jogos com pelo menos um passe para touchdown - 54 (2009 - 2012)